# 榎町駅
榎町駅（えのきまちえき）は富山県中新川郡立山町前沢にある富山地方鉄道立山線の駅である。駅番号はT47。

## 歴史
- 1921年（大正10年）3月19日 - 立山鉄道の駅として開業[1]。
- 1936年（昭和11年）8月18日 - 廃止[2]。
- 1938年（昭和13年）9月5日 - 再開業[3]。
- 1943年（昭和18年）1月1日 - 会社統合により、富山地方鉄道の駅となる。
- 1950年（昭和25年）3月 - 雄山中学校への通学生のための駅舎が竣工する[4]。

## 駅構造
単式ホーム1面1線を持つ地上駅。木造駅舎を有する無人駅であるが、平日の朝ラッシュ時は係員の配置が行われる。かつては日中のみ委託の駅員が配置されていたが、掃除と除雪のみを担当していたため、切符の販売や集配は行われなかった。

## 利用状況
「統計たてやま」によると、2023年度の1日平均乗降人員は237人であった。
近年の1日平均乗降人員は以下の通り。
| 年度   | 1日平均 乗降人員 |
| ------ | ---------------- |
| 2004年 | 405              |
| 2005年 | 416              |
| 2006年 | 415              |
| 2007年 | 399              |
| 2008年 | 378              |
| 2009年 | 367              |
| 2010年 | 369              |
| 2011年 | 380              |
| 2012年 | 392              |
| 2013年 | 379              |
| 2014年 | 386              |
| 2015年 | 402              |
| 2016年 | 402              |
| 2017年 | 411              |
| 2018年 | 417              |
| 2019年 | 384              |
| 2020年 | 347              |
| 2021年 | 349              |
| 2022年 | 345              |
| 2023年 | 237              |

## 駅周辺
立山町の市街地の端にある。榎町を名乗るが駅所在地は立山町榎ではなく立山町前沢である（榎にあるのは隣の下段駅）。
- 立山町立立山中央小学校
- 立山町立雄山中学校

## 隣の駅
富山地方鉄道
■立山線
■アルペン特急・■特急
通過
■普通
五百石駅 (T46) - 榎町駅 (T47) - 下段駅 (T48)